# Pika Édition
Pika Édition es una editorial francesa especializada en la publicación de manga. Nacida de las cenizas de la editorial Média Système Édition en el año 2000, para luego ser absorbida por Hachette Livre en el 2007.
Está dirigida por Alain Kahn desde su creación. Pierre Valls fue el director editorial hasta diciembre de 2011, momento en el que fue sustituido por Kim Bedenne hasta el verano de 2015. Desde noviembre de 2015 es Mehdi Benrabah quien ocupa el cargo.
En 2015, Pika Édition se lanza a publicación de capítulos en simultáneo con Japón, siendo Shingeki no Kyojin el primer título disponible en este formato.

## Revistas
- Shonen Collection: lanzada en colaboración con Kodansha desde enero de 2003 hasta noviembre de 2005 de forma mensual.[4] Durante su tiempo de vida la revista dio a luz 30 ediciones y dos publicaciones originales, DYS y Dreamland.